# 雞公山 (西貢)
雞公山（英語：Kai Kung Shan）是香港的一座山峰，位於石屋山西南，企嶺下老圍東北，是香港新界西貢區的一座山，屬於西貢西郊野公園的範圍內。山峰海拔399米高。

## 山頂上的設施
山頂上設有399米的標距柱，麥理浩徑的第三段途經該地。

## 外部連結
- 遊雞公山賞內海群峰 （页面存档备份，存于） 頭條日報